# Les Exilés
Pour les articles homonymes, voir Les Exilés (homonymie).
Les Exilés (en anglais Exiles) est une pièce de théâtre de James Joyce parue en 1918.

## Argument
Berthe entre les deux amis, Richard et Robert, ces deux hommes rivaux, dans son amour, mais il y a aussi dans le circuit cette Béatrice qui se trouve être doublement la rivale de Berthe, dans l’amour que lui porte Richard, et dans le fait qu’elle aime Robert, qui lui aime Berthe, tout se passe, dans cette pièce, comme si l’amour au lieu d’être réciproque entre un homme et une femme élue, était intransitif.

## Mises en scène de théâtre en France
La pièce a été jouée à Paris pendant la saison 1983/84 avec Marthe Keller, Pierre Vaneck, Pierre Arditi et Sabine Haudepin au Théâtre du Rond-Point. Simultanément, elle a été mise en scène à Lyon en 1984 au Théâtre des Célestins par Jean Meyer avec Claude Jade dans le rôle de Berthe. 

## Adaptations à la télévision
- 1975 : Les Exilés, téléfilm de Guy Lessertisseur